# Pleasant Plateau
Pleasant Plateau är en platå i Antarktis. Den ligger i Östantarktis. Australien gör anspråk på området.